# 資訊通信及媒體中心圖書館

資訊通信及媒體中心圖書館位於德國科特布斯市內的科特布斯勃蘭登堡工業大學內。1991年，工業大學成立，當時已經構思興建全新的圖書館，直至1998年，校方委託知名建築團體赫爾佐格和德梅隆興建，結果赫爾佐格和德梅隆只用了三年時間共3000萬歐元，就興建了地下2層、地面8層、高32尺、共5680平方公尺樓面面積的大樓。圖書館更於2005年獲得年度圖書館大獎。